# Ourisia
Ourisia är ett släkte av grobladsväxter. Ourisia ingår i familjen grobladsväxter.

## Bildgalleri

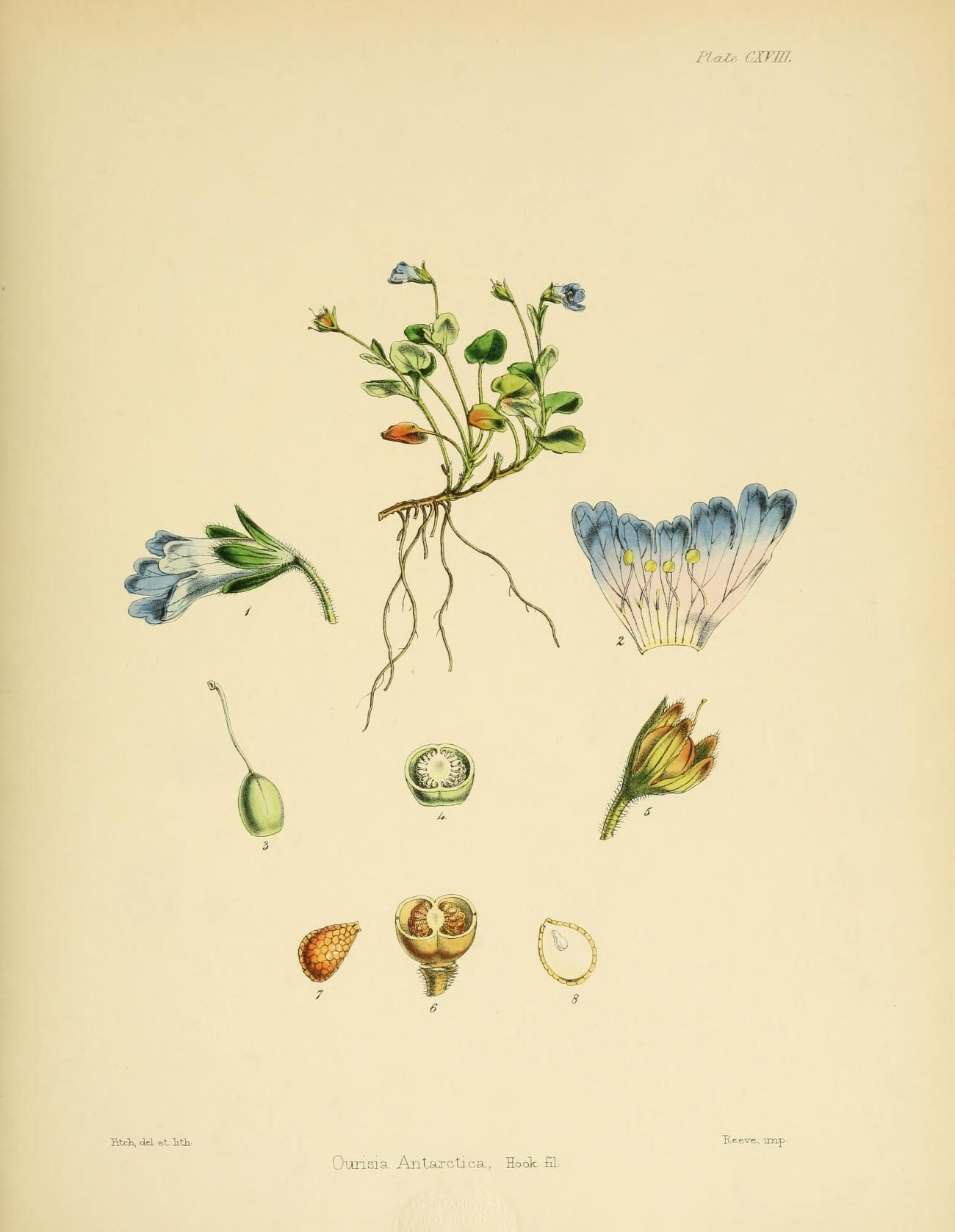
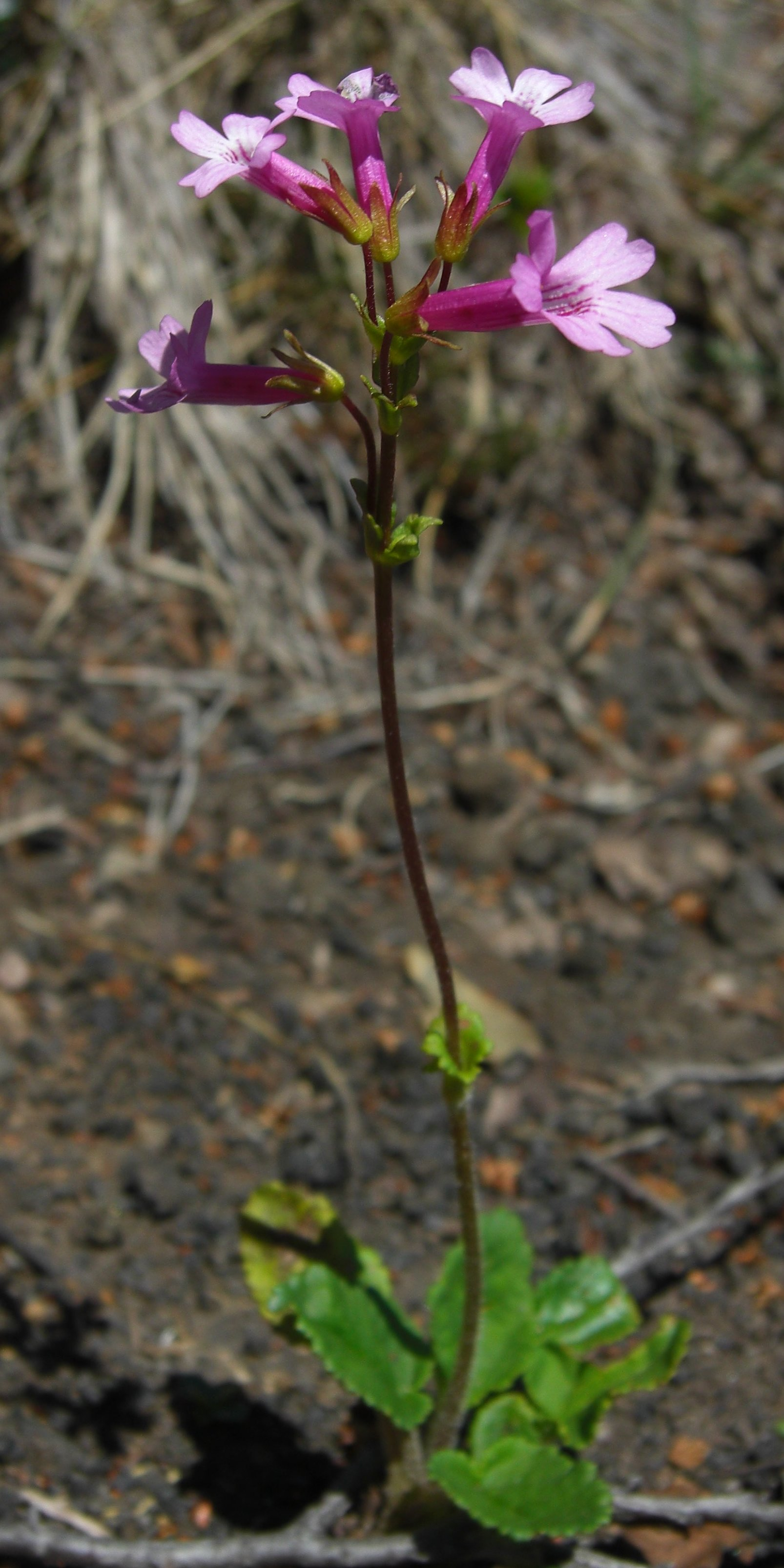
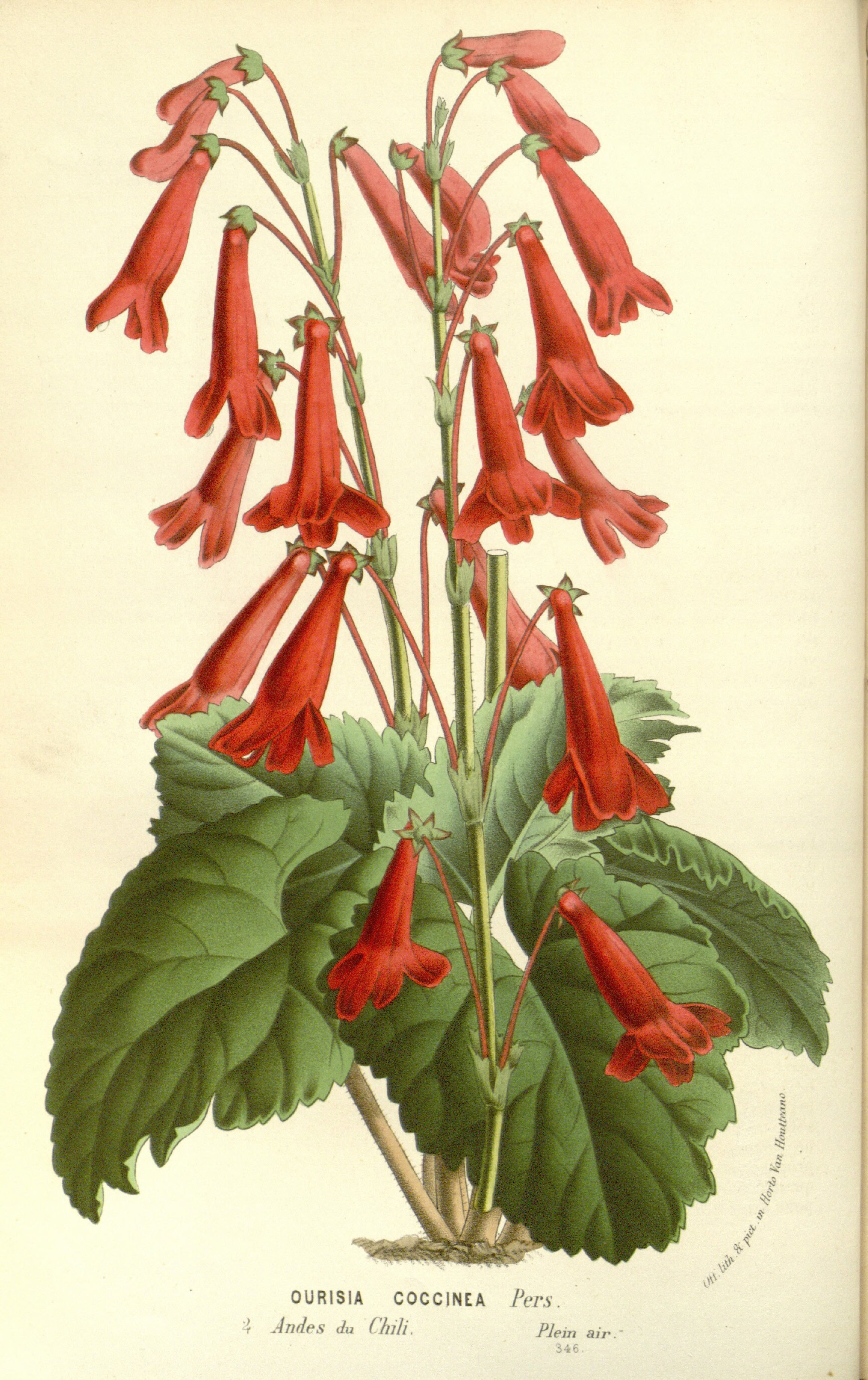
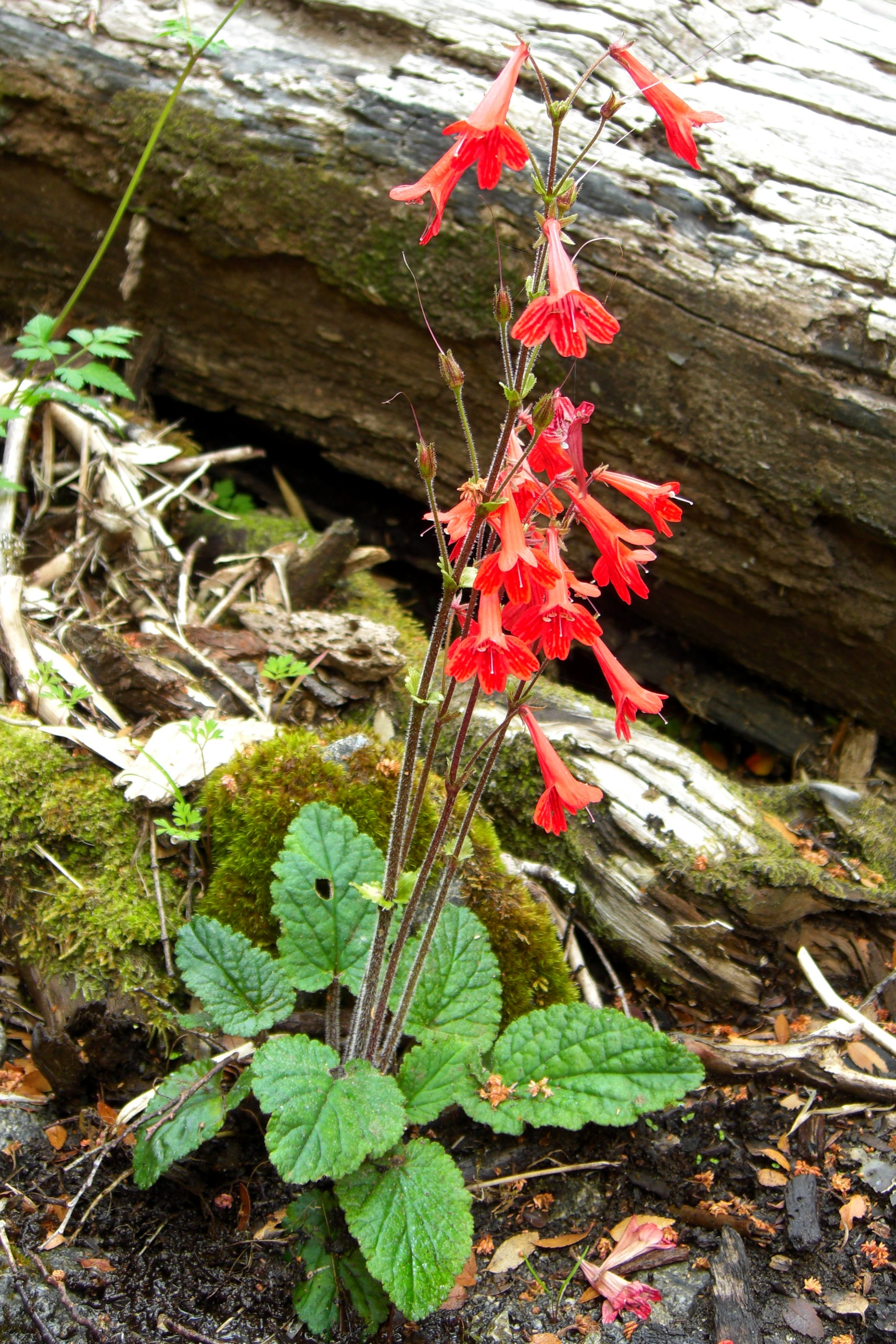
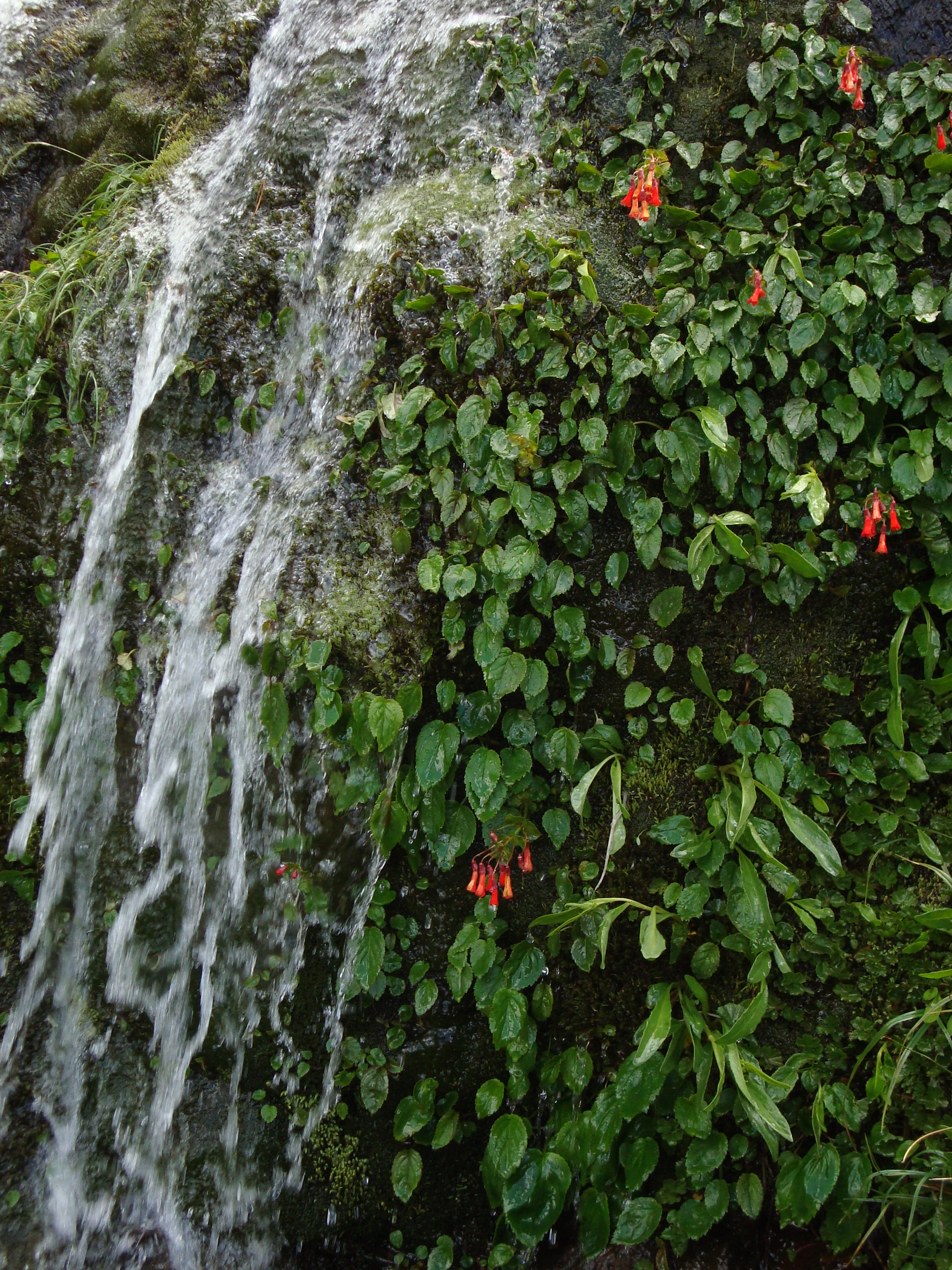
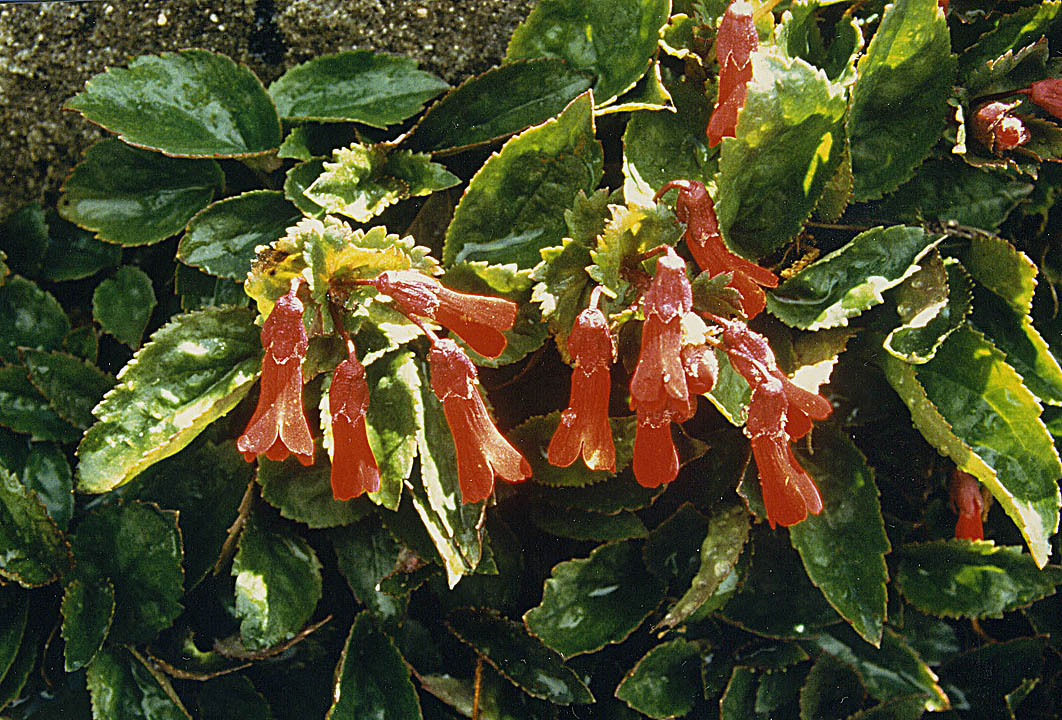

## Dottertaxa tillOurisia, i alfabetisk ordning[1]
- Ourisia alpina
- Ourisia breviflora
- Ourisia caespitosa
- Ourisia chamaedrifolia
- Ourisia coccinea
- Ourisia cockayniana
- Ourisia colensoi
- Ourisia confertifolia
- Ourisia cotapatensis
- Ourisia crosbyi
- Ourisia fragrans
- Ourisia fuegiana
- Ourisia glandulosa
- Ourisia goulandiana
- Ourisia integrifolia
- Ourisia lactea
- Ourisia macrocarpa
- Ourisia macrophylia
- Ourisia microphylla
- Ourisia modesta
- Ourisia muscosa
- Ourisia polyantha
- Ourisia prorepens
- Ourisia pulchella
- Ourisia pygmaea
- Ourisia remotifolia
- Ourisia ruellioides
- Ourisia serpyllifolia
- Ourisia sessilifolia
- Ourisia simpsonii
- Ourisia spathulata
- Ourisia vulcanica